# 1939年5月3日月食
1939年5月3日月食为一次在协调世界时1939年5月3日出現的月全食。該次月食半影食分為2.209、全影食分為1.182。偏食維持了104分，全食維持32分。

## 概述
這次月食的食分是14.66，偏食維持了104分，全食維持32分。

## 基本參數
- 類型：月全食
- 食甚資料：
  - 日期：1939年5月3日
  - 時間：15:11
  - 月球位置：赤經14.66度、赤緯-15.2度
  - 食分：半影食分：2.209、全影食分：1.182
  - 持續時間：偏食104分、全食32分

## 外部連結
- NASA月食專頁（页面存档备份，存于）（英文）